# Luke Farrell
Luke Farrell (Perry, Ohio, 14 de octubre de 1997) es un jugador profesional estadounidense de fútbol americano que se desempeña en la posición de tight end en Jacksonville Jaguars, equipo de la National Football League (NFL).

## Carrera
Fue seleccionado en la quinta ronda en la Reunión Anual de Selección de Jugadores de la NFL de 2021. Hizo su debut profesional con el equipo Jacksonville Jaguars, donde lleva jugando tres temporadas.